# Sumberejo (Ngablak)
Sumberejo is een bestuurslaag in het regentschap Magelang van de provincie Midden-Java, Indonesië. Sumberejo telt 2243 inwoners (volkstelling 2010).